# Yoshitaka Uematsu
Yoshitaka Uematsu (jap. 植松 良高, Uematsu Yoshitaka, * im Februar 1949 in der Präfektur Tokio; † 1. Juni 2008) war ein japanischer Jazzmusiker (Schlagzeug).
Yoshitaka Uematsu arbeitete ab den 1970er-Jahren in der japanischen Jazzszene u. a. im Trio des Pianisten Kunihiko Sugano (mit dem Bassisten Eizō Honda), mit dem 1974 erste Aufnahmen entstanden. Im folgenden Jahr trat er mit Takeshi Shibuya (Piano) und Tatsuhiro Matsumoto (Bass) im Jazzclub Pannonica auf. In New York City entstand 1986 ein gemeinsames Album mit dem Saxophonisten Jeff Hittman (Mosaic, Soul Note), an dem Valery Ponomarev, Dennis Irwin und Larry Willis mitwirkten. Ebenfalls in New York nahm er an den Aufnahmesessions für das Album Ululation von John Lee Krasnow und Valery Ponomarev teil.  1999 spielte er im Trio von Tsuyoshi Yamamoto (Speak Low, mit Tsutomu Okada). Ferner leitete er die eigene Formation Matsu & His Super Band, zu der auch Tsutomu Okada und Tsuyoshi Yamamoto gehörten (Dreamy, 2007). Im Bereich des Jazz listet ihn Tom Lord zwischen 1974 und 2007 bei sechs Aufnahmesessions. Als Studiomusiker begleitete er u. a. die Smooth-Jazz-Sängerin Tsutomu Okada. Kurz vor seinem Tod trat er noch im Trio des Bassisten Teruo Nakamura (mit Hiromu Aoki, Piano) auf.